# اچ‌آرتی
اچ‌آرتی (کرواتی: Hrvatska radiotelevizija) شرکت دولتی رسانه‌ای کروات است، که در سال ۱۹۲۶ تأسیس شد.